# NET金曜8時枠の連続ドラマ
NET金曜8時枠の連続ドラマ（NETきんようはちじわくのれんぞくドラマ）は、1964年7月24日から1970年12月25日までNET系列局が編成していたNETテレビ（現・テレビ朝日）製作のテレビドラマ枠である。編成時間は毎週金曜 20:00 - 20:56 （日本標準時）。

## 歴史
時代劇、海外の作品、東宝映画を基にした舞台演劇『雲の上団五郎一座』（主演：榎本健一）などを雑多に放送していた枠である。本枠は、途中にプロ野球ナイター中継（後の『スーパーベースボール』）やバラエティ番組・クイズ番組の編成期間を挿みながらも3期にわたって続けられたが、第3期放送作品『紅つばめお雪』の最終回をもって終了した。

## 放送作品一覧
▲マークのあるものは海外の作品。

### 第1期
- 忍びの者（1964年7月24日 - 1965年7月30日）
- スリラー（1965年8月6日 - 9月24日）▲
- 雲の上団五郎一座（1965年10月1日 - 12月31日）
- われら九人の戦鬼（1966年1月7日 - 4月8日） - 火曜20:00枠へ移動して継続。

### 第2期
- 貴方と俺とヘンな奴（1969年1月3日 - 2月14日）
- インベーダー（第2シーズン：1969年2月21日 - 3月28日）▲

### 第3期
- 紅つばめお雪（1970年10月2日 - 12月25日）

## 参考資料
- キー局番組変遷編成ひょ〜[出典無効]

| NET系列 金曜20:00枠                                                                                       | NET系列 金曜20:00枠                                         | NET系列 金曜20:00枠                                        |
| 前番組 | 番組名                                                      | 次番組                                                     |
| --- | ----------------------------------------------------------- | ---------------------------------------------------------- |
| ゴールデンボクシング （1962年4月6日 - 1964年7月10日） ※20:00 - 20:45オリンピックハイライト ※20:45 - 21:00 | NET金曜8時枠の連続ドラマ （1964年7月24日 - 1966年4月8日）   | パリーグ 金曜ナイター ※19:30 - 20:55                       |
| 宇宙大爆笑 （1968年10月4日 - 1968年12月27日）                                                             | NET金曜8時枠の連続ドラマ （1969年1月3日 - 1969年3月28日）   | ゴールデンクイズにっぽん （1969年4月4日 - 1969年10月3日）  |
| クイズ・アクション （1969年10月10日 - 1970年9月25日）                                                     | NET金曜8時枠の連続ドラマ （1970年10月2日 - 1970年12月25日） | 洋画特別席 （1971年1月8日 - 1972年7月21日） ※19:30 - 20:55 |